# Rinspeed iChange
Rinspeed iChange é um novo modelo de automóvel da Rinspeed.

## Caracteristicas
Feito com um novo conceito de veículos ecologicamente corretos ele apresenta o formato de uma gota para melhorar sua penetração aerodinâmica. Além disso, ele contém um mecanismo que muda a altura de seu teto, o que faz com que ele leve somente uma pessoa como um monoposto, ou mais duas pessoas.

## Nome

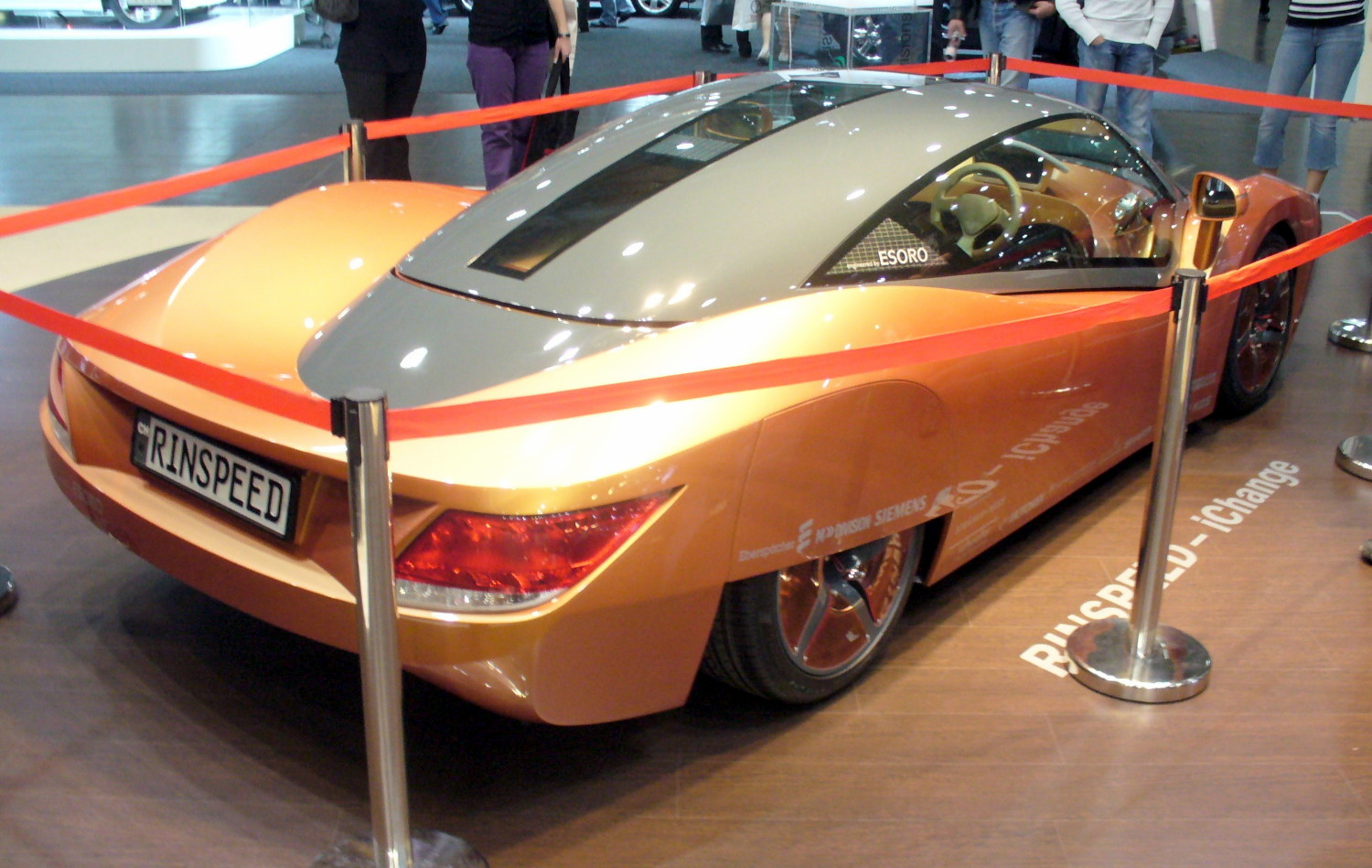
iChange visto de traseira

o seu nome faz alusão ao iPod da Apple Inc. e também revela sua chave que é um iPod.